# Ифигения (корвет, 1834)
«Ифиге́ния» — 22-пушечный парусный корвет Черноморского флота Российской империи.

## Описание корвета
Парусный корвет, длина судна по сведениям из различных источников составляла от 36,7 до 36,8 метра, ширина от 9,9 до 10,5 метра, а осадка от 4,5 метра. Вооружение судна составляли 22 орудия, а экипаж состоял из 180 человек.

## История службы
Корвет «Ифигения» был заложен в Николаеве 6 сентября 1833 года и, после спуска на воду 30 мая 1834 года, вошёл в состав Черноморского флота России. Строительство вёл корабельный мастер В. Апостоли.
В 1835 и 1839 годах находился в распоряжении русского посланника в Греции. При этом в 1835 году в Пирее выиграл гонку у английского фрегата «Портленд», на которую был вызван его капитаном. А в 1839 году совершал плавание в Ливорно. С 1836 по 1838 год, а также с 1840 по 1847 год в составе эскадр и отрядов принимал участие в операциях у берегов Кавказа. В составе эскадр С. А. Эсмонта и С. П. Хрущова принимал участие в высадке десантов, основавших укрепления на мысе Адлер в устье реки Шапсухо, для создания Кавказской укрепленной береговой линии. 10 и 22 мая 1840 года в составе эскадры М. П. Лазарева принимал участие в высадке десантов, которые отбили захваченные горцами Вельяминовский и Лазаревский форты. С июня по август 1842 года с кадетами на борту находился в практическом плавании в Чёрном море.
В 1843 году совершал плавания между портами Чёрного моря.
В 1848 году корвет «Ифигения» был отчислен к порту.

## Командиры корвета
Командирами корвета «Ифигения» в разное время служили:
- граф Е. В. Путятин (1834—1836 годы).
- П. М. Юхарин (1837—1840 годы).
- П. И. Касторф (1841—1845 годы).
- М. И. Ставраки (1846—1847 годы).